# پتر وهی

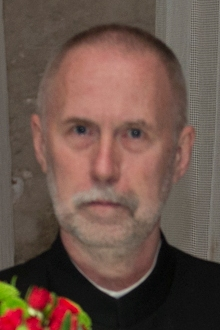
پتر وهی در سال ۲۰۱۳

پتر وَهی (متولد ۱۸ می سال ۱۹۵۵ تارتو) آهنگساز کلاسیک استونیایی.
در سال ۱۹۹۲ وَهی کاری با نام Relaxatio را با الهام از آواهای تبت ساخت که یک کار برگزیده در زمینه موسیقی روان درمانی محسوب می‌شود.